# レス・フレッショルツ
レス・フレッショルツ（Les Fresholtz）は、レコーディング・エンジニアである。1968年から1996年のあいだに110作品以上に参加している。アカデミー録音賞には12回ノミネートされ、2回受賞した。

## 受賞とノミネート
| 賞           | 年   | 部門   | 作品名                            | 結果       |
| ------------ | ---- | ------ | --------------------------------- | ---------- |
| アカデミー賞 | 1969 | 録音賞 | 宇宙からの脱出                    | ノミネート |
| アカデミー賞 | 1973 | 録音賞 | ペーパー・ムーン                  | ノミネート |
| アカデミー賞 | 1975 | 録音賞 | 弾丸を噛め                        | ノミネート |
| アカデミー賞 | 1976 | 録音賞 | 大統領の陰謀                      | 受賞       |
| アカデミー賞 | 1979 | 録音賞 | 出逢い                            | ノミネート |
| アカデミー賞 | 1980 | 録音賞 | アルタード・ステーツ/未知への挑戦 | ノミネート |
| アカデミー賞 | 1982 | 録音賞 | トッツィー                        | ノミネート |
| アカデミー賞 | 1985 | 録音賞 | レディホーク                      | ノミネート |
| アカデミー賞 | 1986 | 録音賞 | ハートブレイク・リッジ 勝利の戦場 | ノミネート |
| アカデミー賞 | 1987 | 録音賞 | リーサル・ウェポン                | ノミネート |
| アカデミー賞 | 1988 | 録音賞 | バード                            | 受賞       |
| アカデミー賞 | 1992 | 録音賞 | 許されざる者                      | ノミネート |